# Ministère de la Planification
Le ministère de la Planification (Ministerio del Poder Popular para la Planificación, en espagnol, littéralement, « ministère du Pouvoir populaire pour la Planification ») est un ministère du gouvernement du Venezuela, créé en 1887. Son titulaire actuel est Ricardo Menéndez depuis le 17 juin 2014.

## Chronologie
Le ministère est anciennement intitulé « ministère du Développement ». Il est chargé de promouvoir la coordination, la planification de la gestion exécutive pour promouvoir le développement national. Il a également été connu sous le nom d'Office de coordination et de planification (Oficina de Coordinación y Planificación ou CordiPlan, en espagnol) pendant les deux mandats du président Rafael Caldera. Puis le ministère s'est intitulé « ministère de la Planification et du Développement », puis après sa fusion avec le ministère de l'Économie et des Finances, il devient le ministère du Pouvoir populaire pour la Planification et les Finances. En 2013, le président Nicolás Maduro scinde de nouveau le ministère pour recréer un nouveau ministère pour la Planification.

## Organisation
Le ministère est composé de quatre vice-ministères, dédiés à la Planification stratégique et politique, économique, sociale et institutionnelle, et territoriale.
Il gère notamment l'Institut national de statistique (« Instituto Nacional de Estadística » ou INE), l'Institut géographique du Venezuela Simón Bolívar, l'école vénézuélienne de planification et la fondation-école de gestion sociale.

## Liste des ministres de la Planification
| Image | Nom                            | Parti | Début            | Fin              |
| ----- | ------------------------------ | ----- | ---------------- | ---------------- |
|       | Ricardo Menéndez               |       | 2025             |                  |
|       | Ricardo Menéndez               |       | 2019             | 2025             |
|       | Ricardo Menéndez               |       | 17 juin 2014     | 2019             |
|       | Jorge Giordani                 |       | février 2009     | juin 2014        |
|       | Haiman El Troudi               |       | 2008             | 2009             |
|       | Jorge Giordani                 |       | avril 2003       | janvier 2008     |
|       | Felipe Pérez                   |       | 2002             | 2003             |
|       | Jorge Giordani                 |       | février 1999     | mai 2002         |
|       | Teodoro Petkoff                |       | 14 mars 1996     | 2 février 1999   |
|       | Edgar Paredes Pisani           |       | 1995             | 1996             |
|       | Werner Corrales                |       | 1994             | 1995             |
|       | Luis Carlos Palacios           |       | 1994             | 1994             |
|       | Enzo Del Búffalo               |       | 1994             | 1994             |
|       | Hernán Anzola Jiménez          |       | 1993             | 1994             |
|       | Ricardo Hausmann               |       | 25 février 1992  | 14 juin 1993     |
|       | Miguel Antonio Rodríguez       |       | 1989             | 1992             |
|       | Modesto Freites                |       | 22 avril 1987    | 1er février 1989 |
|       | Leopoldo Carnevali             |       | 1986             | 1989             |
|       | Luis Raúl Matos Azócar         |       | 1984             | 1986             |
|       | Maritza Izaguirre              |       | 1982             | 1984             |
|       | Ricardo Martínez               |       | 1979             | 1982             |
|       | Lorenzo Azpúrua Marturet       |       | 1977             | 1979             |
|       | Roberto Pocaterra              |       | 1976             | 1977             |
|       | Gumersindo Rodríguez           |       | 1974             | 1976             |
|       | Antonio Casas González         |       | 1972             | 1974             |
|       | Luis Enrique Oberto            |       | 1969             | 1972             |
|       | Ana María Casanova             |       | 1968             | 1969             |
|       | Luis Hernández Solís           |       | 1964             | 1968             |
|       | Manuel Egaña                   |       | 11 mars 1964     | 3 novembre 1964  |
|       | Godofredo González             |       | 1962             | 1964             |
|       | Lorenzo Fernández              |       | 19 avril 1959    | 12 mars 1962     |
|       | Carlos Larrazábal Ugueto       |       | 1958             | 1958             |
|       | Silvio Gutiérrez               |       | 1952             | 1958             |
|       | Manuel Egaña                   |       | 3 juin 1949      | 26 décembre 1950 |
|       | Juan Pablo Pérez Alfonzo       |       | 21 octobre 1945  | 24 novembre 1948 |
|       | Juan de Dios Celis Paredes     |       | 1945             | 1945             |
|       | Gustavo Herrera                |       | 5 mai 1943       | 18 octobre 1945  |
|       | Eugenio Mendoza                |       | 1942             | 1943             |
|       | Enrique Jorge Aguerrevere      |       | 1941             | 1942             |
|       | Manuel Egaña                   |       | 2 août 1938      | 4 mai 1941       |
|       | Néstor Luis Pérez              |       | 1er janvier 1936 | 1er août 1938    |
|       | Pedro París                    |       | 1936             | 1936             |
|       | Jesús María Herrera Irigoyen   |       | 1906             | 1908             |
|       | Arnaldo Morales                |       | 1906             | 1906             |
|       | Arístides Tellería             |       | 1906             | 1906             |
|       | Diego Bautista Ferrer          |       | 1905             | 1906             |
|       | Arnaldo Morales                |       | 1904             | 1905             |
|       | Rafael Garbiras Guzmán         |       | 1903             | 1904             |
|       | José Arria                     |       | 1903             | 1903             |
|       | Arnaldo Morales                |       | 1902             | 1903             |
|       | Felipe Arocha Gallegos         |       | 1901             | 1902             |
|       | Ramón Ayala                    |       | 1900-            | 1901             |
|       | Guillermo Tell Villegas Pulido |       | 1899             | 1900             |
|       | Celestino Peraza               |       | 1899             | 1899             |
|       | José Manuel Hernández          |       | 1899             | 1899             |
|       | Jacinto Pachano                |       | 1887             | 1888             |